# Alex Happacher
Alex Happacher (31 agosto 1979) è un ex sciatore alpino italiano.

## Biografia
Originario di San Candido e attivo in gare FIS dal dicembre del 1994, Happacher esordì in Coppa Europa il 14 dicembre 1998 a Nova Levante/Passo di Costalunga in slalom speciale, senza completare la prova, e in Coppa del Mondo il 15 dicembre 2005 in Val Gardena in supergigante (30º). Conquistò l'unico podio in Coppa Europa il 14 febbraio 2007 a Sella Nevea in supergigante (3º), mentre in Coppa del Mondo ottenne il miglior piazzamento l'11 gennaio 2008 a Wengen in supercombinata (22º) e prese per l'ultima volta il via il 3 febbraio successivo a Val-d'Isère nella medesima specialità (38º). Si ritirò durante quella stessa stagione 2007-2008 e la sua ultima gara fu il supergigante di Coppa Europa disputato il 12 febbraio a Sella Nevea, non completato da Happacher; in carriera non prese parte a rassegne olimpiche o iridate.

## Palmarès

### Coppa del Mondo
- Miglior piazzamento in classifica generale: 128º nel 2008

### Coppa Europa
- Miglior piazzamento in classifica generale: 35º nel 2007
- 1 podio:
  - 1 terzo posto

### Campionati italiani
- 2 medaglie:
  - 1 oro (supercombinata nel 2007)
  - 1 bronzo (combinata[1] nel 2004)